# 玄仁沢
玄 仁沢（ヒョン・インテク、朝鮮語: 현인택/玄仁澤、1954年9月27日 - ）は、大韓民国の教授。第35代統一部長官。本貫は延州玄氏。

## 生涯
済州島出身。1974年高麗大学校政治外交学科卒業。1990年カリフォルニア大学ロサンゼルス校で国際政治学の博士学位を取得。1992年、世宗研究所研究委員を務め、1995年高麗大学校政治外交学科の教授を務めた。2009年2月12日から2011年9月30日まで第35代統一部長官を務めた。韓国政治学会の副会長を務めたほか、李明博政権下における『非核・開放3000』構想の立案者の一人でもある。